# Kenny Dehaes
Kenny Dehaes (Uccle, 10 novembre 1984) è un ex ciclista su strada belga con caratteristiche di velocista. Professionista dal 2006 al 2019, in carriera ha vinto diverse semiclassiche tra cui il Grand Prix de Denain 2018.

## Palmarès
- 2004 (dilettanti)

Trofee van Haspengouw
- 2005 (dilettanti)

Giro delle Fiandre Under-23
- 2007 (Chocolade Jacques, una vittoria)

Schaal Sels
- 2008 (Topsport Vlaanderen, due vittorie)

3ª tappa Quatre Jours de Dunkerque (Le Cateau-Cambrésis > San Quintino)
1ª tappa Giro del Belgio (Eeklo > Eeklo)
- 2013 (Lotto-Belisol, quattro vittorie)

Trofeo Palma
Handzame Classic
Halle-Ingooigem
4ª tappa Tour de Wallonie (Andenne > Clabecq)
- 2014 (Lotto-Belisol, due vittorie)

Ronde van Drenthe
Nokere Koerse
- 2015 (Lotto-Soudal, una vittoria)

Grote Prijs Stad Zottegem
- 2016 (Wanty-Groupe Gobert, tre vittorie)

1ª tappa Quatre Jours de Dunkerque (Hondschoote > Dunkerque)
3ª tappa Tour de Picardie (San Quintino > Guise)
Ronde van Limburg
- 2017 (Wanty-Groupe Gobert, una vittoria)

Gooikse Pijl
- 2018 (WB Aqua Protect-Veranclassic, due vittorie)

Grand Prix de Denain
Grand Prix de la ville de Pérenchies

### Altri successi
- 2013 (Lotto-Belisol)

Grand Prix José Dubois
Heusden O-Vlaanderen

## Piazzamenti

### Grandi Giri
- Giro d'Italia

2013: 156º
2014: fuori tempo (19ª tappa)

### Classiche monumento
- Giro delle Fiandre

2012: ritirato
2014: ritirato
2016: ritirato
2018: ritirato
- Parigi-Roubaix

2008: ritirato
2009: ritirato
2012: 73º
2013: ritirato
2014: 130º
2016: 57º
2018: 93º